# Távora (Tabuaço)
Pour les articles homonymes, voir Távora.
Távora est une ancienne paroisse civile portugaise (en portugais : freguesia) de la municipalité de Tabuaço dans le district de Viseu.
La loi no 11-A/2013 du 28 janvier 2013, portant réorganisation administrative du territoire des freguesias, fusionne Távora avec la paroisse voisine de Pereiro pour former l’União das freguesias de Távora e Pereiro (dont le siège est à Távora).